# Pekings vägnät

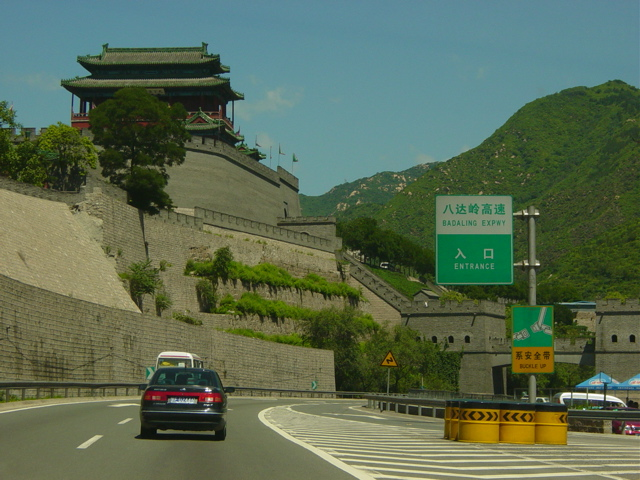
Badaling Expressway där den passerar Juyongpasset av kinesiska muren.

Pekings vägnät är uppbyggt av hutonger, gator, avenyer, ringvägar och motorvägar. Hutongerna, gatorna och avenyerna är till stor del uppbyggda som ett rutnät där alla vägar går i nord- sydlig alternativt öst- västlig riktning vinkelrät mot varandra. Ringvägarna omsluter centrum efter varandra och dess form övergår från att vara nästan kvadratiska närmast centrum mot att bli mer och mer cirkulära längre ut. Motorvägarna strålar radiellt ut från centrum i alla riktningar.

## Hutonger

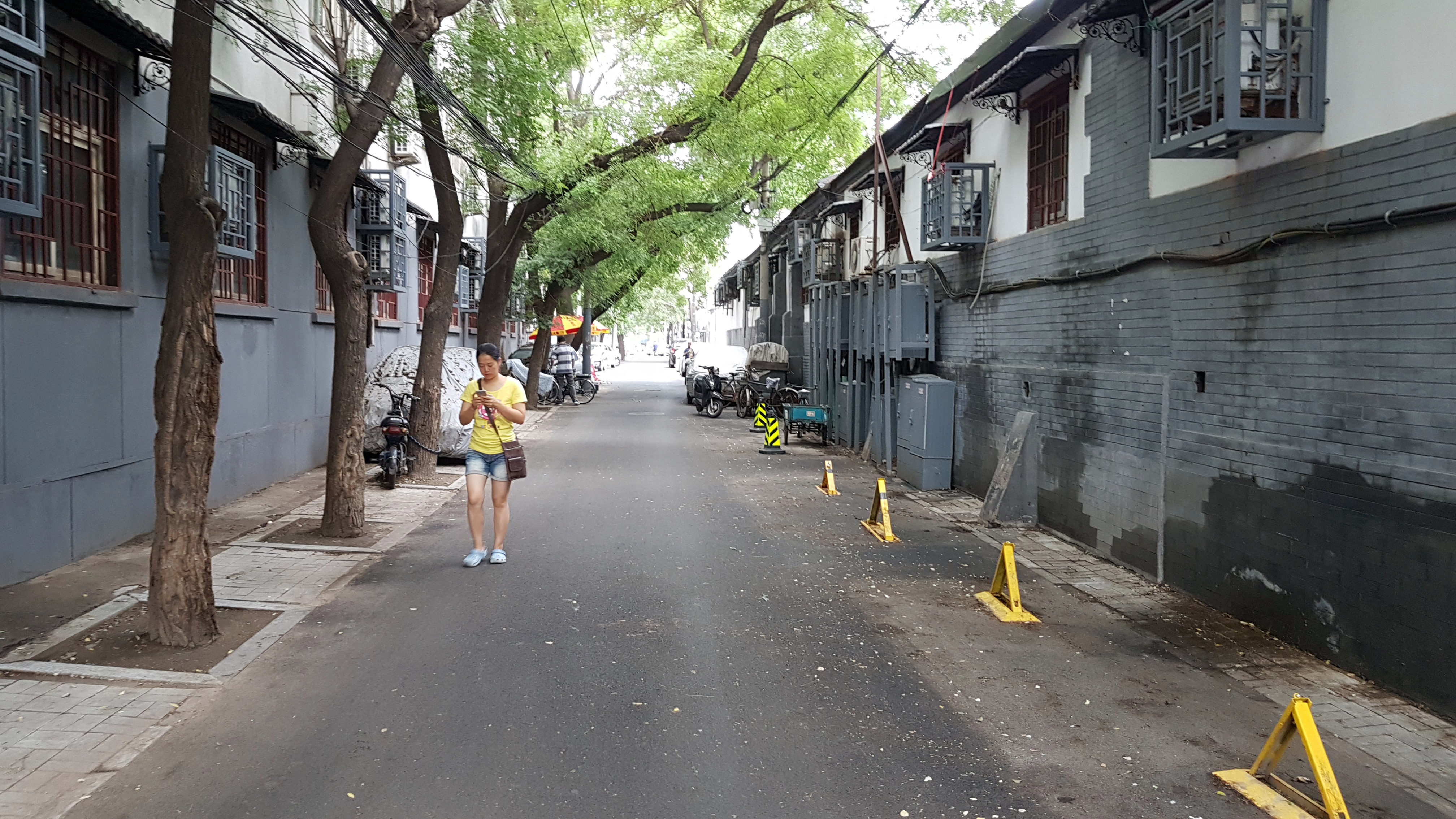
Dongchang hutong (东厂胡同) i Peking.

Hutongerna är historiska gränder som har sina rötter från det Peking ("Khanbalik" eller "Dadu") som byggdes upp från 1266 av Khubilai khan under Yuandynastin. Hutongerna utvecklades senare under den följande Mingdynastin (1368–1644) och Qingdynastin (1644–1911). Det fortsatte även att byggas hutonger på 1900-talet. Hutongerna i Peking är överlag över 700 m långa i öst/västlig riktning och har en delning på drygt 70 m i nord/sydlig riktning.

## Gator och Avenyer

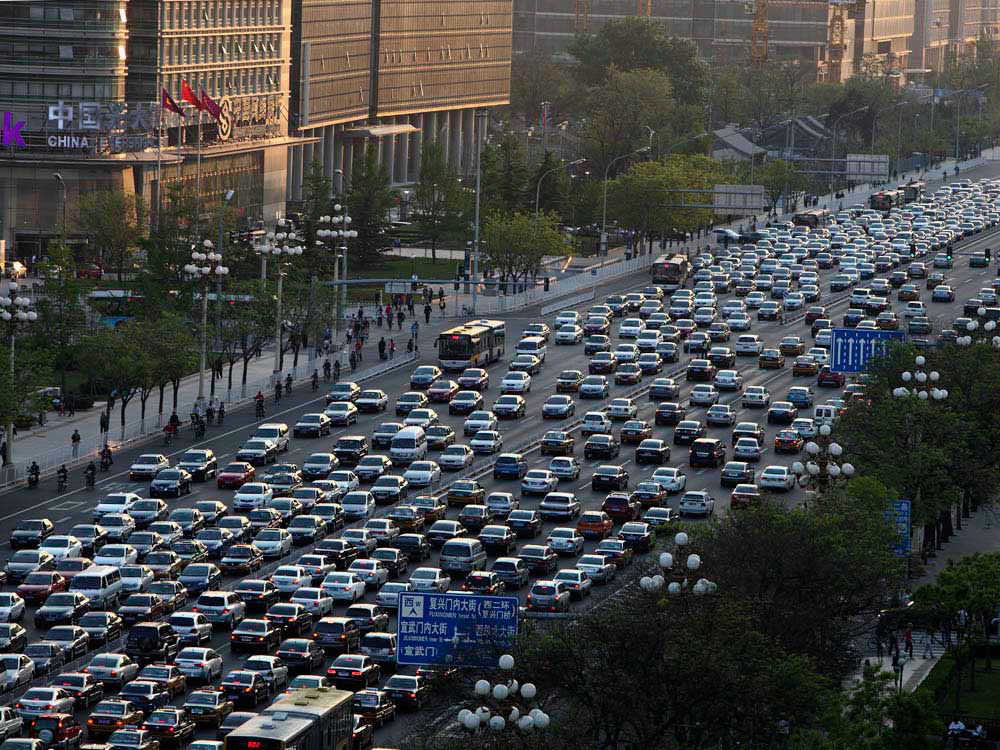
Chang'anavenyn i Peking.

De äldsta gatorna i Peking såsom Liulichang kulturgata (琉璃厂文化街) och Sanmiaogatan (三庙街) har sitt ursprung från stadsplanen från Liaodynastins Peking som från 938 hette Nanjing 南京. Det finns även gator kvar från "Zhongdu" som Peking hette under Jindynastin (1115–1234).
Stor del av gatunätet i centrala Peking har sin ursprungliga dragning från Yuandynastin (1279–1368) och de efterföljande dynastierna. Hutongerna kopplades ihop i ändarna med nord- sydliga avenyer och även långa öst- västliga avenyer växte fram. Den mest kända avenyn i Peking är Chang'anavenyn som kommer från Mingdynastins stadslayout.

## Ringvägar

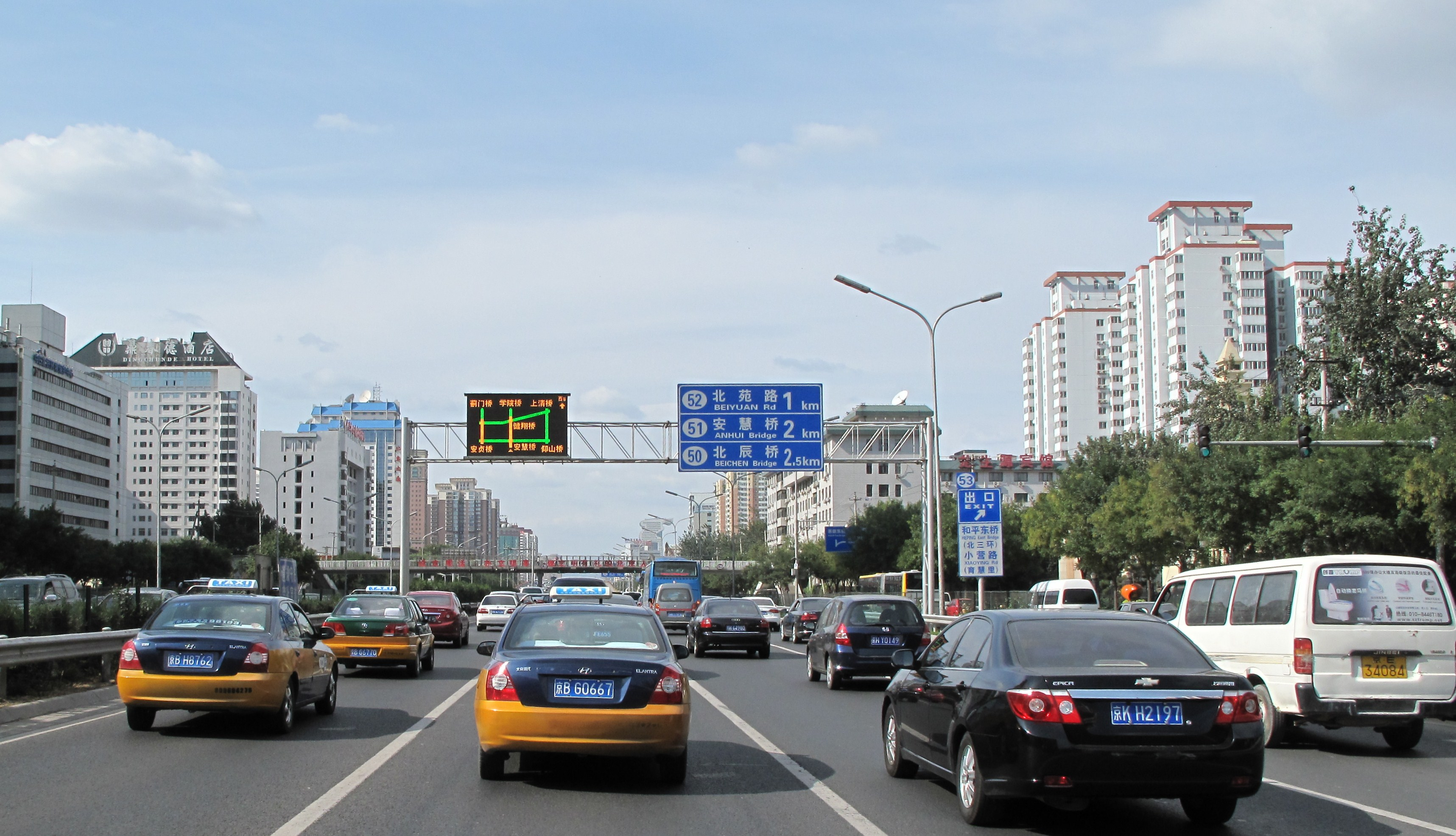
Norra Fjärde ringvägen i Peking.

Med Förbjudna staden som sitt centrum omges Peking av fem ringvägar numrerade med början på Andra ringvägen som har en kvadratisk form och i stort följer konturen där Mindynastins stadsmur gick innan den revs 1969. Utanför Andra ringvägen följer Tredje, Fjärde, Femte och slutligen Sjätte ringvägen som är nästan 19 mil lång. Ju längre från centrum ringvägarna går, desto mer övergår dess form från kvadratisk till att bli mer eller mindre cirkulära.
Ringvägarna byggdes i flera steg och blev färdigställda under 1990-talet och 2000-talet.

## Motorvägar
Från Pekings centrum anslutande till de olika ringvägarna strålar motorvägar i radiell riktning ut från staden åt alla håll.
Norrut går Badalingmotorvägen (som är en del i G6 Jingzangmotorvägen), G7 Jingxinmotorvägen och G45 Daguangmotorvägen. Mot nordost går S21 Flygplatsmotorvägen. Öster ut går Jingtong Expressway och Jingha Expressway. Mot sydost går Jingjin Expressway och Jinghu Expressway. Söder ut går G45 Daguangmotorvägen (som även går norrut). I riktning mot sydväst går Jinggang'ao Expressway och Jingkun Expressway. Väster ut går endast Qinghai-Tibet Highway.
Motorvägarna uppfördes liksom ringvägarna under 1990-talet och 2000-talet.